# Lac Kacekotcietik
Lac Kacekotcietik är en sjö i Kanada.   Den ligger i regionen Lanaudière och provinsen Québec, i den sydöstra delen av landet, 250 km norr om huvudstaden Ottawa. Lac Kacekotcietik ligger 451 meter över havet. Den ligger vid sjön Lac Akonapwehikan.
I omgivningarna runt Lac Kacekotcietik växer i huvudsak blandskog. Trakten runt Lac Kacekotcietik är nära nog obefolkad, med mindre än två invånare per kvadratkilometer.